# Seznam medailistů na mistrovství Československa a Česka žen v běhu na 3 000 m

### Ženy
| Rok          | Místo              | - Zlato              | Výkon vítěze    | - Stříbro                   | - Bronz              |
| ------------ | ------------------ | -------------------- | --------------- | --------------------------- | -------------------- |
| MR ČSSR 1972 | Praha              | Emília Přivřelová    | 9:45,8          | Naděžda Varcabová           | Božena Sudická       |
| MR ČSSR 1973 | Banská Bystrica    | Naděžda Varcabová    | 9:34,6          | Růžena Eliášová             | Eva Maťátková        |
| MR ČSSR 1974 | Praha              | Božena Sudická       | 9:35,8          | Naděžda Varcabová           | Emília Přivřelová    |
| MR ČSSR 1975 | Bratislava         | Božena Sudická       | 9:44,8          | Emília Přivřelová           | Naděžda Varcabová    |
| MR ČSSR 1976 | Třinec             | Miroslava Margoldová | 9:30,2          | Jaroslava Pokorná           | Helena Nerudová      |
| MR ČSSR 1977 | Ostrava            | Božena Sudická       | 9:31,8          | Miroslava Margoldová        | Ludmila Černá        |
| MR ČSSR 1978 | Praha              | Helena Ledvinová     | 9:13,81         | Božena Sudická              | Miroslava Margoldová |
| MR ČSSR 1979 | Praha              | Božena Sudická       | 9:32,2          | Ludmila Češková             | Miroslava Margoldová |
| MR ČSSR 1980 | Praha              | Božena Vykydalová    | 9:25,5          | Jana Červenková             | Ivana Kleinová       |
| MR ČSSR 1981 | Ostrava            | Jana Červenková      | 9:19,20         | Ľudmila Melicherová         | Jana Brachnová       |
| MR ČSSR 1982 | Praha              | Jarmila Urbanová     | 9:25,29         | Jana Červenková             | Alena Kučeríková     |
| MR ČSSR 1983 | Praha              | Ivana Kleinová       | 9:03,18 Rek. MR | Jana Červenková             | Ľudmila Melicherová  |
| MR ČSSR 1984 | Praha              | Ľudmila Melicherová  | 9:26,19         | Katarína Štulíková-Rozimová | Sylvia Pajanová      |
| MR ČSSR 1985 | Praha              | Ľudmila Melicherová  | 9:07,26         | Alena Peterková             | Katarína Štulíková   |
| MR ČSSR 1986 | Bratislava         | Jana Kučeríková      | 9:15,54         | Ľudmila Melicherová         | Monika Hamhalterová  |
| MR ČSSR 1987 | Třinec             | Jana Kučeríková      | 9:18,44         | Monika Hamhalterová         | Miriam Kautová       |
| MR ČSSR 1988 | Praha              | Alena Močáriová      | 9:05,37         | Jana Kučeríková             | Mária Starovská      |
| MR ČSSR 1989 | Banská Bystrica    | Jana Kučeríková      | 9:10,13         | Alena Močáriová             | Andrea Sollárová     |
| MR ČSFR 1990 | Praha              | Jana Kučeríková      | 9:09,42         | Iva Jurková                 | Květa Krausová       |
| MR ČSFR 1991 | Ostrava            | Jana Kučeríková      | 9:17,86         | Iva Jurková                 | Alena Močáriová      |
| MR ČSFR 1992 | Nitra              | Věra Kunčická        | 9:35,46         | Andrea Sollárová            | Desana Šourková      |
| MR ČR 1993   | Jablonec nad Nisou | Věra Kunčická        | 9:43,66         | Jana Švejdová               | Jitka Krátká         |
| MR ČR 1994   | Jablonec nad Nisou | Věra Kunčická        | 9:36,20         | Jana Kučeríková             | Desana Šourková      |